# Jeuk (prikkel)
Jeuk of pruritus (ICD-10 L29) is net als pijn een moeilijk te omschrijven gewaarwording.
Jeuk is de sensatie waardoor de neiging ontstaat om de jeukende plaats te krabben, te schuren of er op te duwen. De functie van jeuk bestaat hierin, dat men parasieten en andere beestjes, deeltjes van planten en andere lichaamsvreemde dingen van de huid verwijdert; zij zouden gevaarlijk of ziekmakend kunnen zijn.
Er werd aangenomen dat jeuk een extreem lichte variant van pijn was. Maar in 2009 bewezen onderzoekers van de universiteit van Washington dat jeuk- en pijnsignalen verschillende wegen afleggen in het zenuwstelsel. Het zijn dus wezenlijk verschillende sensaties.
Krabben vermindert de prikkel die van de zenuwen naar de hersenen wordt gestuurd.

## Oorzaken
Er zijn talloze oorzaken van jeuk; de bekendste zijn een aanhoudende sensatie van lichte bewegende aanraking op de huid en de jeuk die ontstaat als gevolg van een allergische reactie op in de huid gebracht lichaamsvreemd eiwit bij insectenbeten. Er zijn echter tientallen andere oorzaken bekend. Dermatologen maken onderscheid tussen jeukende huidziekten en jeuk zonder huidafwijkingen. Jeukende huidziekten zijn bijvoorbeeld
- Xerosis cutis (droge huid);
- Eczeem, jeuk in vrijwel 100% van de gevallen;
- Psoriasis, jeuk in 84% van de gevallen;
- Netelroos;
- Prurigo parasitaria, bijvoorbeeld vlooienbeten.

Jeuk zonder afwijkingen aan de huid kan talloze oorzaken hebben. Om enig houvast te hebben wordt wel een ezelsbrug gebruikt: HUIDPASTA.
- Hodgkin, jeuk in ongeveer 30% van de gevallen, ten tijde van de diagnose minder;
- Nierfalen (uremie), jeuk in 22% van de gevallen in Duitsland, Israël 66%;
- Icterus (geelzucht), jeuk in meer dan 75% van de gevallen, ten tijde van de diagnose minder;
- Diabetes mellitus (suikerziekte), jeuk in 3% van de gevallen;
- Psychogeen;
- Anemie (bloedarmoede), jeuk komt vaak voor;
- Senilitas (ouderdom), bij het toenemen van de jaren wordt de huid droger.;
- Toxicodermie: als bijwerking van geneesmiddelen, meestal antibiotica.;
- Ankylostomiasis.

Jeuk komt ook voor bij:
- Kankers met solide tumoren, niet vaak;
- Herpes zoster, jeuk in bijna de helft van de gevallen;
- Overmatig hard werkende schildklier, jeuk in ongeveer 5% van de gevallen;
- Anorexie, jeuk in 58% van de gevallen;
- Polycythemie, jeuk in ongeveer de helft van de gevallen, ten tijde van de diagnose minder;
- Zwangerschap, jeuk in 58% van de gevallen.

Jeuk kan ontstaan door beschadiging of afknellen van zenuwen. Zo is de aandoening brachioradiale pruritus beschreven, waarbij zenuwen bekneld raakt en jeuk veroorzaakt in de buurt van de musculus brachioradialis.
Jeuk kan ook van psychosomatische aard zijn; ze kan optreden na een "major life event" (sterfgeval, scheiding, ontslag etc.), in combinatie met een depressie of een obsessieve-compulsieve stoornis.
Langdurige of hevige jeuk kan de kwaliteit van het leven ernstig verstoren, net als pijn dat kan. Het drijft vele mensen tot wanhoop.

## Behandeling

### Algemene maatregelen
Als een oorzaak gevonden wordt is behandeling daarvan aangewezen.
- regelmatig invetten van de huid
- vermijden van hitte (niet naar de sauna)
- vermijd alcohol op de huid
- niet vaak wassen, baden of douchen en bij het baden of douchen een douche-olie gebruiken
- vermijd sterk gekruide maaltijden, grote hoeveelheden hete dranken en alcoholische drank
- in geval van een huidziekte de huid voorzichtig afdrogen (na wassen)
- in geval van eczeem, huisstof vermijden
- koud douchen; dit kan door een uitdrogend effect op de huid ook jeuk uitlokken
- kou, verkoelen van de huid, wordt vaak als prettig ervaren
- vermijd stress

### Therapie
- (Levo)menthol
- Lidocaïne werkt verdovend, maar kan bijwerkingen geven als er te veel gesmeerd wordt.

De genoemde middelen wekken een sensatie op die de jeuk verdringt, dus als alternatief voor krabben.

### Behandelmogelijkheden jeuk in geval van nierziekte
- Actieve kool 6 gram per dag
- Gabapentine 300 mg (na dialyse)
- Thalidomide 100 mg per dg
- Lichttherapie met UV-B
- Capsaïcine 3-5 maal per dag

## Hulpmiddelen
- Bij jeuk op de rug kan een ruggenkrabber een handig hulpmiddel zijn.
- Bij insectenbeten of aanraking met brandnetels kan deppen met azijn verlichting brengen.